# Augustin Gérard
 (août 2020).
Si vous disposez d'ouvrages ou d'articles de référence ou si vous connaissez des sites web de qualité traitant du thème abordé ici, merci de compléter l'article en donnant les références utiles à sa vérifiabilité et en les liant à la section « Notes et références ».
Pour les articles homonymes, voir Gérard.
Augustin Grégoire Arthur Gérard, né le 21 novembre 1857 à Dunkerque et mort le 2 novembre 1926 à Château-Gontier, est un général de division français, grand-croix de la Légion d'honneur et médaillé militaire.
Avant la Première Guerre mondiale, il est chef d'état-major de Joseph Gallieni à Madagascar. Puis, au cours de la guerre, il commande le  2e corps d'armée lors de la bataille de la Marne puis successivement la 8e armée (dénommé « détachement d'armée de Lorraine » jusqu'au 1er janvier 1917) du 24 juillet 1915 au 5 novembre 1915, la 1re armée du 31 mars 1916 au 31 décembre 1916, puis de nouveau la 8e armée du 31 décembre 1916 au 11 octobre 1919.
Il est président du conseil de l'ordre du Grand Orient de France de 1921 à 1923.

## Biographie

### Carrière militaire

#### Formation
Il est fils d'officier : sa famille est originaire d'Essoyes, son père, le capitaine Gérard est Capitaine de l'Infanterie 1817-1893
Il entre à onze ans au Prytanée national militaire de La Flèche. Il prépare Saint-Cyr. Admis en novembre 1875, il en sort sous-lieutenant à la 69e division d'infanterie. Il en sort dans l'infanterie ; puis il passe dans l'infanterie de marine en 1885.
Il se marie le 12 mars 1890 à Elisabeth Vallois dont il divorce le 5 février 1896, puis avec Louise-Augustine-Marie Couët à Paris le 2 octobre 1902, morte le 12 juillet 1936.

#### Armée coloniale
Il choisit l'armée coloniale pour débuter dans la carrière militaire. Il est envoyé au Tonkin dans le 3e régiment de tirailleurs tonkinois.
Il y obtient les grades de lieutenant, de capitaine (1887). Il fait partie successivement de l'état-major de l'Indochine (1885-1887 et 1888-1889) et du Tonkin.
Il est ensuite envoyé en mission au Siam (1892-1895). Son retour en Indochine en 1892 est comme aide de camp du général Albert Duchemin. Il remplit deux missions : au Siam à Chanthaburi lors de la Guerre franco-siamoise de 1893; En Chine à Long-Tchéou en 1893. Il devient chef de bataillon le 1er septembre 1894.
Il est à Madagascar en 1896, à ce dernier poste en qualité de chef d'état-major du corps d'occupation du général Joseph Galliéni pendant l'expédition de Madagascar. Il lui est reproché d'avoir fait présenter des massacres effectués à Madagascar à Ambiky comme une superbe opération militaire. Il est à Madagascar de 1896 à 1899. Chef d'état-major à Madagascar, il tient en même temps, de 1893 à 1897, les fonctions de secrétaire général.

#### Retour en France
Il est lieutenant-colonel en 1898 et passe dans l'infanterie territoriale. Il est promu colonel en 1903. Colonel à Poitiers puis à Paris au 104e régiment d'infanterie[réf. nécessaire].
Il est envoyé par Georges Clémenceau lors de la crise vinicole du Midi dans le cadre de la Révolte des vignerons de 1907. Il est chargé de l'enquête sur la mutinerie du 100e régiment d'infanterie, et les incidents de Narbonne du 19 au 20 juin 1907.
Il est général de brigade en 1909 à Remiremont. Membre du comité technique de l'infanterie, il est nommé général de division en décembre 1912.

#### Première Guerre mondiale
Il commande en 1914 à la mobilisation le 2e corps d'armée, à Amiens, à la suite du décès de Marie-Georges Picquart.

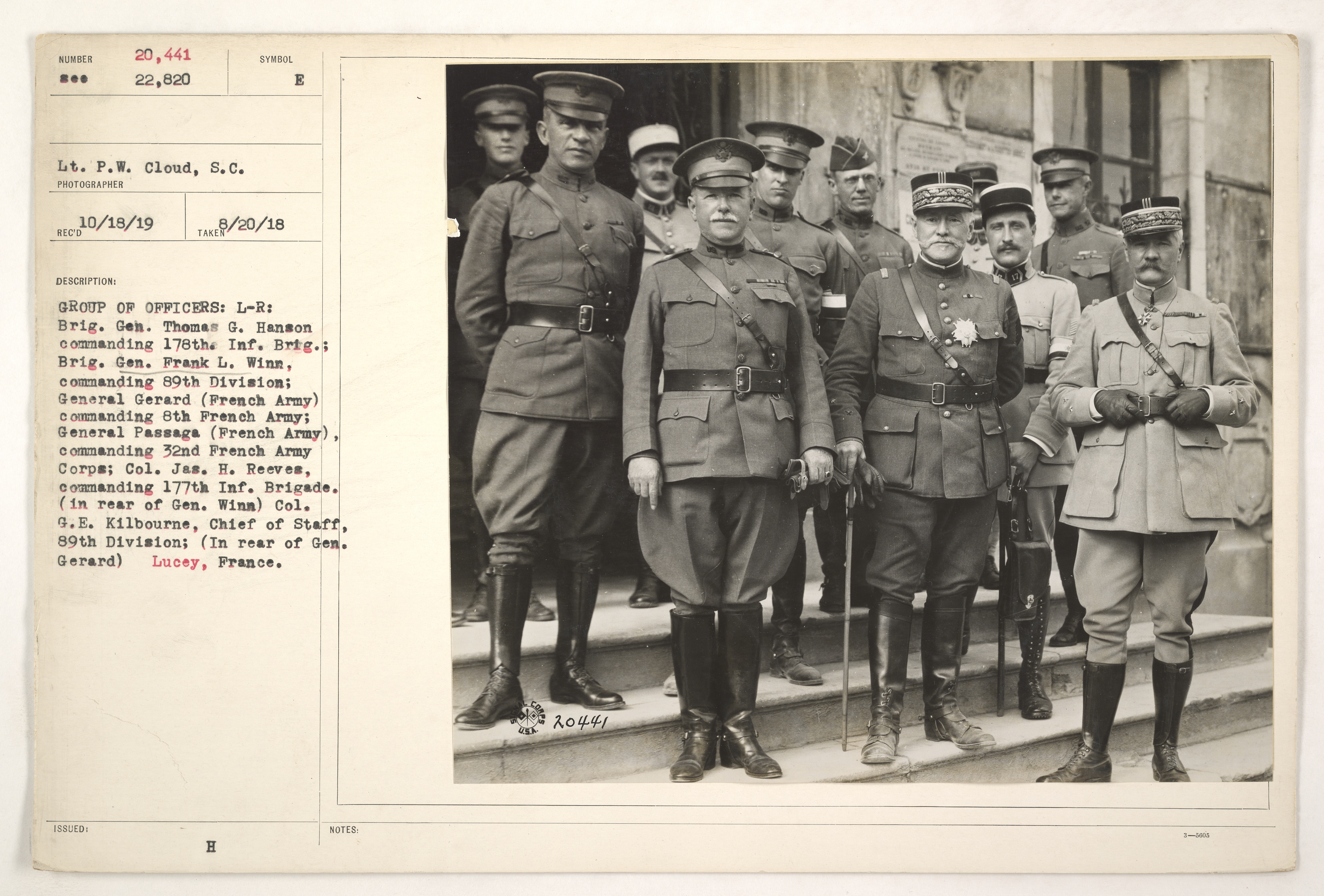
Le 20 août 1918 avec les américains Frank Long Winn, Thomas Grafton Hanson, général Passaga, Charles E. Kilbourne à Lucey (Meurthe-et-Moselle).

Appelé en 1915 à commander le détachement d'armée Gérard puis le détachement d'armée de Lorraine, il reçoit plus tard le commandement en chef de la 1re armée, puis de la 8e armée.
Le général Gérard exerce le haut commandement qui lui était confié selon les principes démocratiques. Il échoue à la députation en Lorraine en 1919.
Après l'armistice, le général Gérard commanda les troupes de Rhénanie lors de l'occupation de la Rhénanie après la Première Guerre mondiale.

#### La réserve
Affecté le 2 novembre 1919, à la 2e section du cadre de réserve, le général Gérard reçoit, peu avant, la médaille militaire. Cette distinction lui est accordée par Georges Clemenceau. Passé au cadre de réserve, le général Gérard se consacre à la défense des idées républicaines. Il se retire à Château-Gontier, où « il se prodigua dans tous les milieux où l'on pratiquait la solidarité, la mutualité et où l'on défendait l'idéal républicain ».
Il est avec Gaston Doumergue, Paul Painlevé, Edouard Herriot, Ferdinand Buisson, Joseph Paul-Boncour, et Frédéric Brunet un des présidents d'honneur de La Fédération nationale des combattants (FNCR). Se classant à gauche, elle ne rassemble que des « républicains », c'est-à-dire des radicaux et des socialistes, dénonçant le faux apolitisme des grandes fédérations du monde combattant, l'Union Fédérale des Associations Françaises d'Anciens Combattants (UF) et plus encore l'Union nationale des combattants (UNC), et protestant contre la présence de l'Église catholique à des manifestations d'anciens combattants.
Ses obsèques civiles sont célébrées le 6 novembre 1926 à Château-Gontier. L'inhumation a eu lieu dans un cimetière de famille à Saint-Laurent-des-Mortiers.

#### Les Invalides
En juin 1931, on place dans le caveau des Maréchaux, à l'Hôtel des Invalides, le cercueil du général Gérard. La veuve Gérard effectue un legs à sa mort en 1936. Une partie de la collection est léguée au Musée d'art et d'archéologie - Hôtel Fouquet de Château-Gontier.

### Franc-maçonnerie
Augustin Gérard est initié en franc-maçonnerie en 1904 au sein de la loge « La Clémente Amitié » à Paris. Il est élu membre du Conseil de l'ordre du Grand Orient de France en 1920, puis président du Conseil de l'ordre de 1921 à 1923. Titulaire du 33e et dernier grade du Rite écossais ancien et accepté, il est membre du Grand Collège des rites. Sa participation est décisive lors de la création de l'association maçonnique internationale en 1921 à Genève. Il est également membre par affiliation à la Grande Loge de France alors sous la présidence du général Peigné, cette double appartenance obédientielle se concrétise en tant que membre fondateur de la loge no 383 « La République ».

### Grades
- 23 mars 1909 : général de brigade
- 21 décembre 1912 : général de division

### Postes
- 23 mars 1909 : en disponibilité.

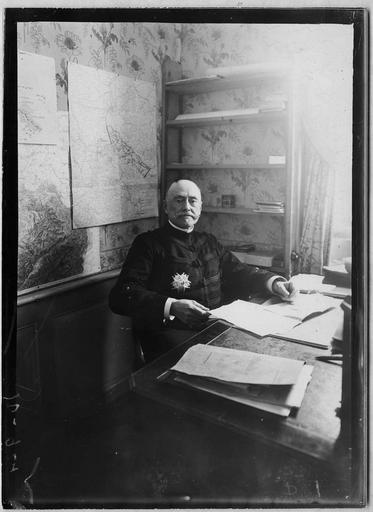
En son quartier-général de Saint-Nicolas-de-Port, commandant de l'Armée de Lorraine le 31 août 1915.

- 10 juillet 1909 : membre du Comité technique de l'infanterie.
- 23 décembre 1909 : commandant de la 13e brigade d'infanterie.
- 24 septembre 1911 : adjoint au commandant supérieur du camp retranché de Paris, commandant la place de Paris et commandant du département de la Seine.
- 14 mai 1912 : commandant de la 41e division d'infanterie et des subdivisions de région de Bourg-en-Bresse et de Belley.
- 31 janvier 1914 : commandant du 2e corps d'armée.
- du 26 mars au 23 avril 1915 : commandant du détachement d'armée Gérard lors de la première bataille de la Woëvre[7].
- 24 juillet 1915 : commandant du détachement d'armée de Lorraine.
- 5 novembre 1915 : en disponibilité.
- 31 mars 1916 : commandant de la 1re armée.
- 31 décembre 1916 : commandant du détachement d'armée de Lorraine devenu, le  2 janvier 1917, la 8e armée.
- 12 octobre 1919 : en congé.
- 2 novembre 1919 : placé dans la section de réserve.

## Décorations
- Médaille militaire (1919)
- Grand-croix de la Légion d'honneur : chevalier (11 juillet 1895), officier (30 décembre 1906), commandeur (30 décembre 1911), grand officier (20 novembre 1914), grand-croix (16 mai 1917)
- Croix de guerre 1914–1918, palme de bronze avec palme
- Médaille interalliée de la Victoire
- Médaille commémorative de l'expédition du Tonkin
- Médaille commémorative de Madagascar
- Médaille commémorative de la guerre 1914–1918
- Médaille coloniale avec agrafes Tonkin 1893 et Madagascar 1898
- Army Distinguished Service Medal
- Ordre du Bain chevalier commandeur
- Tunisie : officier du Nicham El-Anouar
- Commandeur de l'Ordre du Cambodge et de l'Étoile d’Anjouan des Comores ;
- Officier du Dragon d’Annam, de l'Étoile du Bénin, de l'Ordre de Tadjourah.